# Південна Америка
Півде́нна Аме́рика (ісп. América del Sur, Sudamérica, Suramérica, порт. América do Sul, англ. South America, нід. Zuid-Amerika, фр. Amérique du Sud, гуар. Ñembyamérika, кеч. Urin Awya Yala, Urin Amerika) — материк, розташований в Західній, Південній і частково в Північній півкулях планети Земля. На заході омивається водами Тихого океану, на сході — Атлантичного. На півночі з'єднаний Панамським перешийком з Північною Америкою.
До складу Південної Америки входить також низка островів. Великі й Малі Антильські острови Карибського моря належать до Північної Америки.
Назву «Америка» стосовно цього континенту вперше застосував Мартін Вальдземюллер, нанісши на свою карту латинський варіант імені Амеріго Веспуччі, який вперше припустив, що відкриті Христофором Колумбом землі не мають стосунку до Індії, тобто не є Вест-Індією, а є Новим світом, невідомим до того європейцям.
Площа континенту — 17,8 млн км² (4-е місце серед континентів), населення — 385 742 554 осіб (2008, 5-е місце серед континентів).
Протяжність з півночі на південь — 7350 км (приблизно). Протяжність із заходу на схід — 4900 км (приблизно).

## Географія

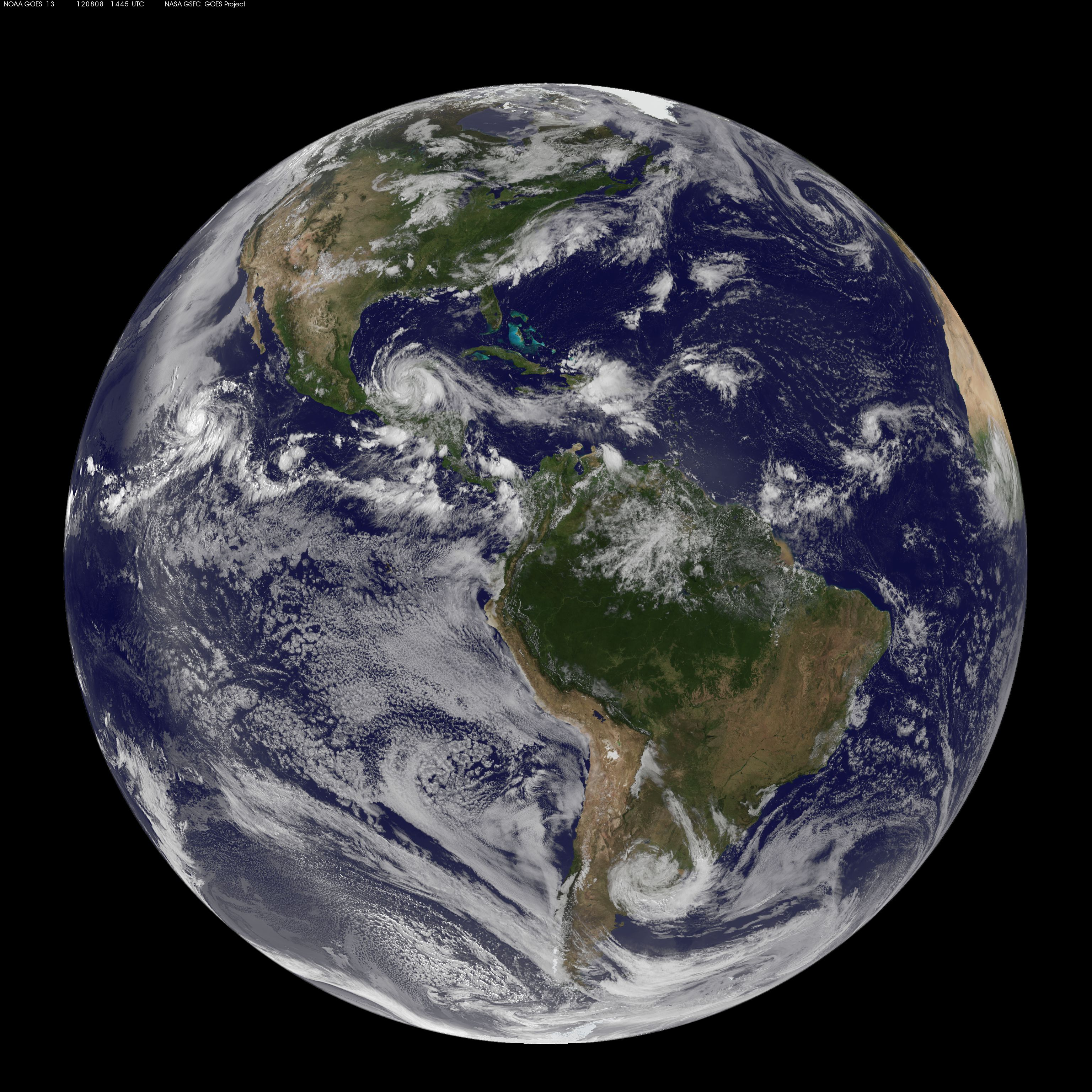
Південна Америка з космосу

### Географічне положення
Південна Америка дещо ізольована від інших материків. З заходу її омивають води Тихого океану, зі сходу й півночі — Атлантичного. На півдні протока Дрейка (яка є найширшою у світі) відділяє Південну Америку від Антарктиди. На півночі материк омивають води Карибського моря. Південна Америка сполучається з Північною лише вузьким Панамським перешийком. На початку XX століття через Панамський перешийок прорили канал (Панамський канал), по якому нині зазвичай проводять межу між Північною й Південною Америкою.
Площа континенту — 17,8 млн км², площа островів — 1 % загальної площі. Протяжність з півночі на південь — 7,4 тис. км, із заходу на схід — 5,2 тис. км (на широті бл. 5° пд.ш.).

### Загальний опис
Середня висота континенту — 655 м. Найвища точка розташована в Андах (г. Аконкаґуа, 6960 м), найнижча — в солончаку Салінас Чикас (42 м нижче рівня моря). Понад 49 % поверхні має висоту до 300 м; 8,5 % — понад 2000 м.
Вздовж північно-західної та західної околиці Південної Америки тягнеться могутній гірський пояс Андів (найвища гора Аконкагуа, 6960 м), який складається з субширотних і меридіональних хребтів — Північні, Східні, Центральні, Західні, Берегові Кордильєри, між якими лежать внутрішні плоскогір'я та плато (Пуна, Альтиплано — у Болівії та Перу) або западини. Південна частина — Патагонські Анди (висотою до 4058 м) з активним вулканізмом і заледенінням. Велика частина материка зайнята Бразильським плоскогір'ям (найвища гора Бандейра, 2890 м) і Гвіанським плоскогір'ям (гора Небліна, 3014 м), розділеними великою Амазонською низовиною (Амазонією). На північний захід від Гвіанського плоскогір'я лежить низовина річки Ориноко, на захід та південний захід від Бразильського плоскогір'я — рівнини Гран-Чако, Межиріччя, Пампа. На крайньому півдні з Андами межує плато Патагонії (до 2200 м). 
Клімат головної частини континенту субекваторіальний і тропічний, з сухою і вологою порами року, в Амазонії екваторіальний, постійно вологий, на півдні субтропічний і помірний. Більшість річок впадає в Атлантичний океан. Це Амазонка, Сан-Франсиску, Ориноко, Парана з Парагваєм та інші.
До Південної Америки належать Фолклендські (Мальвінські) острови, які лежать на шельфі Атлантичного океану, а також острови Тринідад і Тобаго. В Тихому океані до Південної Америки наближені Галапагоські острови й прибережний архіпелаг Чонос. Магелланова протока відділяє від материка архіпелаг Вогняна Земля.

### Гідрографія
Вологість клімату й регулярні значні опади на основній території материка, широкі рівнинні простори сприяють формуванню на материку великих й повноводних річок. Під впливом вологих вітрів з Атлантики Південна Америка отримує вдвічі більше опадів, ніж в середньому весь суходіл Землі. Отож Південна Америка багатша від інших материків на водні ресурси.
Амазонка — найповноводніша річка планети. У неї найбільший у світі водозбірний басейн (близько 7,2 млн км²), на території якого може розміститися майже вся Австралія. Витоки Амазонки — в Андах, після їхнього злиття річка кілька тисяч кілометрів тече рівниною. Живлення Амазонки переважно дощове. В неї впадає понад 500 приток. Ліві та праві притоки розливаються влітку, але оскільки вони розташовані у субекваторіальних кліматичних поясах Північної та Південної півкуль, то Амазонка повноводна протягом року. Уявлення про величезну масу води, що несе Амазонка, дає її глибина. У нижній течії вона становить понад 100 м. Щосекунди річка скидає в Атлантичний океан у 130 разів більше води, ніж Дніпро. Під час повені вона розливається на 80-100 км.
Парана — друга за величиною річка Південної Америки, яку корінне населення називає «матір'ю моря». Каламутний слід річки помітний в Атлантиці на відстані 100—150 км від берега. За водністю Парана посідає шосте місце з-поміж найбільших річок планети. Парана прокладає свій шлях крізь міцні породи фундаменту платформи, тому для неї звичайними є пороги і водоспади. Мальовничий водоспад Іґуасу на притоці з такою самою назвою має висоту 72 м, розбивається на кілька сотень струменів і потоків.
Озера материка зосереджені переважно на півдні Анд (Патагонські Анди) і мають льодовикове походження. В Центральних Андах на висоті 3 812 м розташоване найбільше високогірне озеро світу Тітікака, воно має тектонічне походження. Найбільше озеро Південної Америки — Маракайбо — виникло у западині земної кори на півночі материка, воно є найбільшим лагунним озером світу, оскільки має безпосередній зв'язок з морем.
Незважаючи на значну висоту Анд, сучасне зледеніння не має тут великого поширення. Це пояснюється розташуванням гір переважно в екваторіальних і тропічних широтах. Снігова лінія розташована тут дуже високо — пересічно на висоті 4 500 м, а подекуди і на 6 500 м. Територія Південної Америки добре забезпечена підземними водами. Вони зосереджені в прогинах давньої платформи на низовинах.

### Природні зони

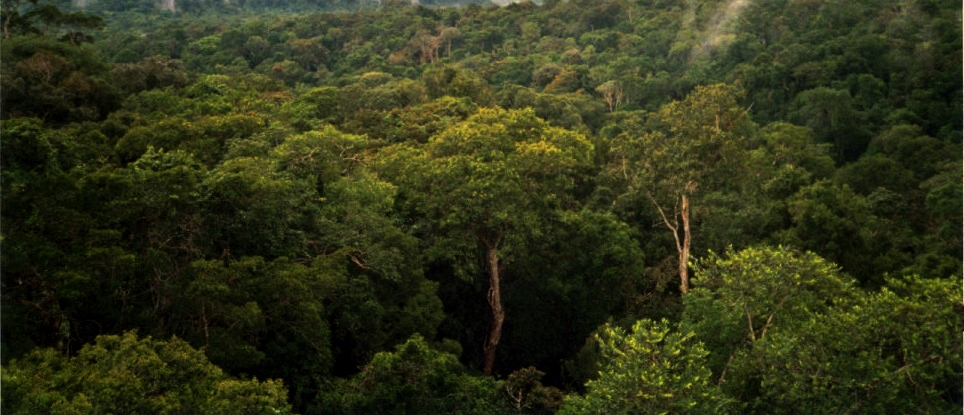
Амазонський дощовий ліс

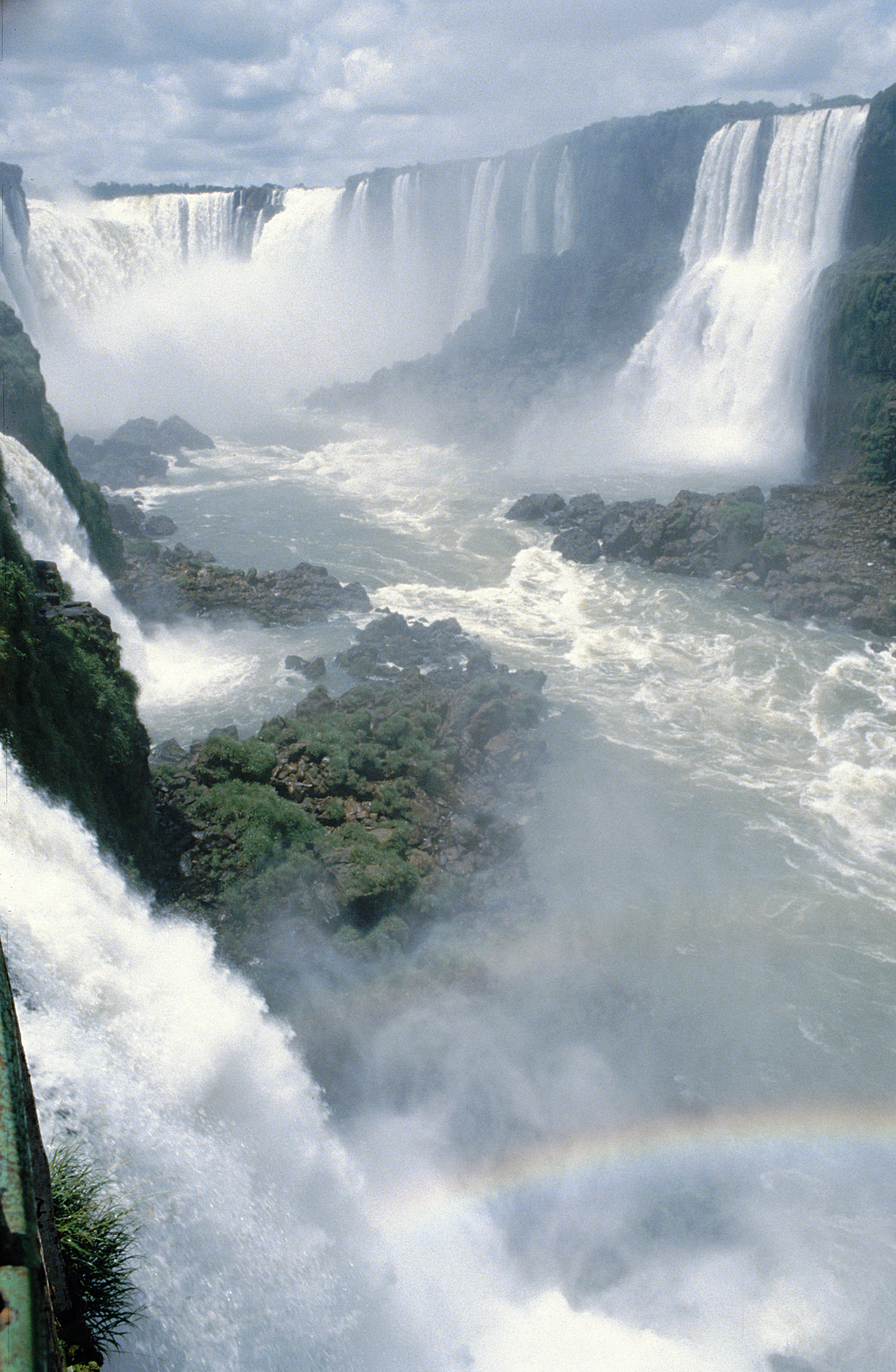
Водоспад Іґуасу

Зона екваторіальних лісів (сельва) займає в Південній Америці величезні площі Амазонської низовини в області екваторіального кліматичного поясу. Під багатоярусними екваторіальними лісами сформувалися червоно-жовті фералітні ґрунти. З рослинності тут поширені різні види пальм, сейба, хінне дерево, гевея, деревоподібні папороті та інші. Дерева в лісах оповиті ліанами й епіфітами, серед яких багато орхідей. У річках плаває гігантська рослина вікторія-регія, листя якої може витримувати вагу до 50 кг. В сельві живуть мавпи-ревуни, лінивці, тапіри, ягуари, мурахоїди; багато птахів й комах. В Амазонці і її притоках водиться хижа риба піранья, трапляється удав анаконда, який сягає 11 м в довжину.

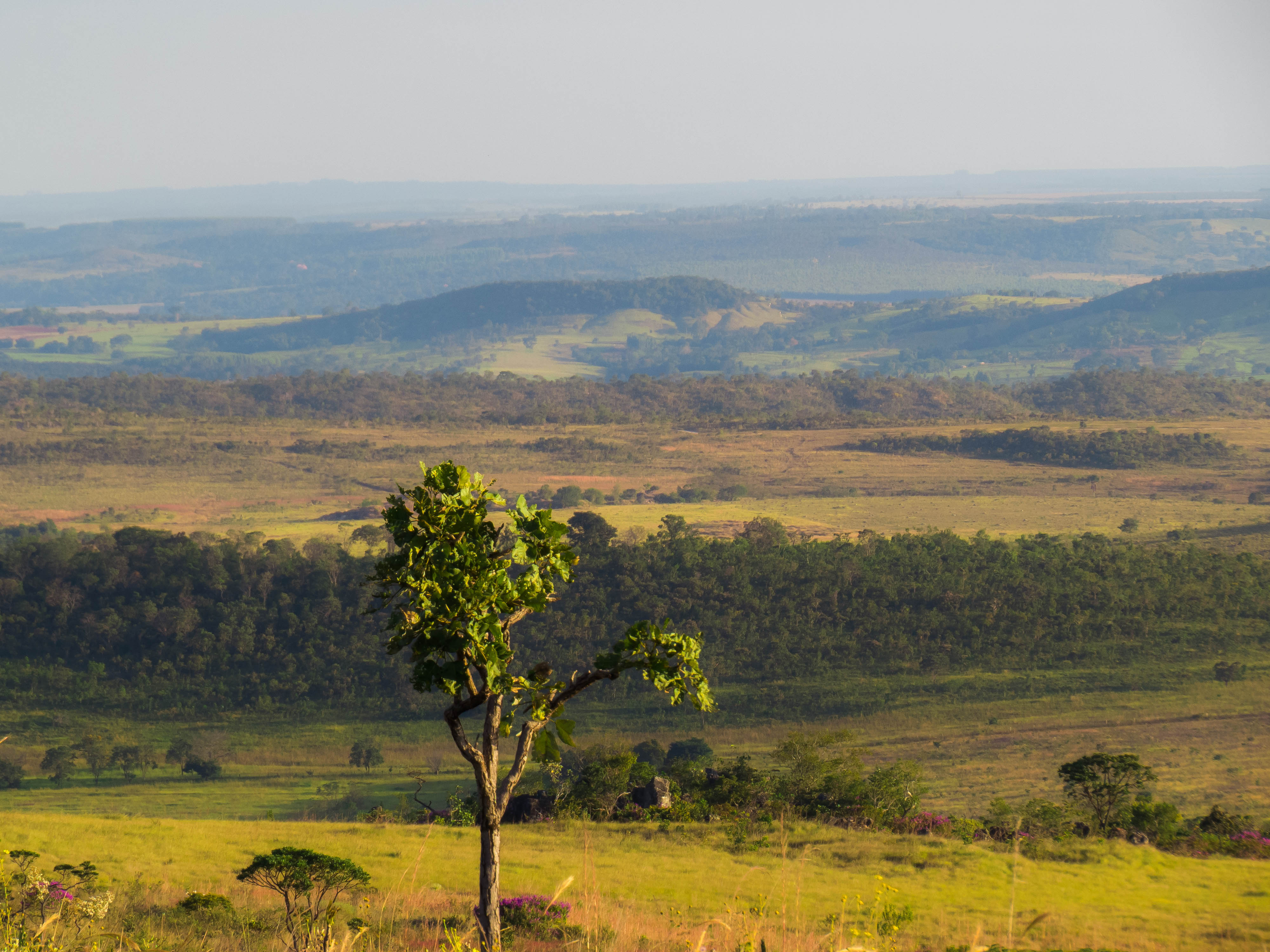
Кампос

Зона саван і рідколісся розташована в основному в субекваторіальному і частково тропічному кліматичному поясах. Савани займають Ориноцьку низовину, де їх називають льянос, а також внутрішні райони Бразильського плоскогір'я, де їх називають кампос. Ґрунти саван червоні фералітні й червоно-бурі. В саванах північної півкулі серед високих злаків ростуть поодинокі пальми й акації. В саванах Бразильського плоскогір'я трав'яний покрив складається з високих злаків і бобових. З дерев тут переважають мімози, деревоподібні кактуси, молочаї. В тваринному світі саван поширені варани, рівнинні тапіри, болотні олені, броненосці, трапляються мурахоїди, свині-пекарі; з хижаків — пума і ягуарунді.

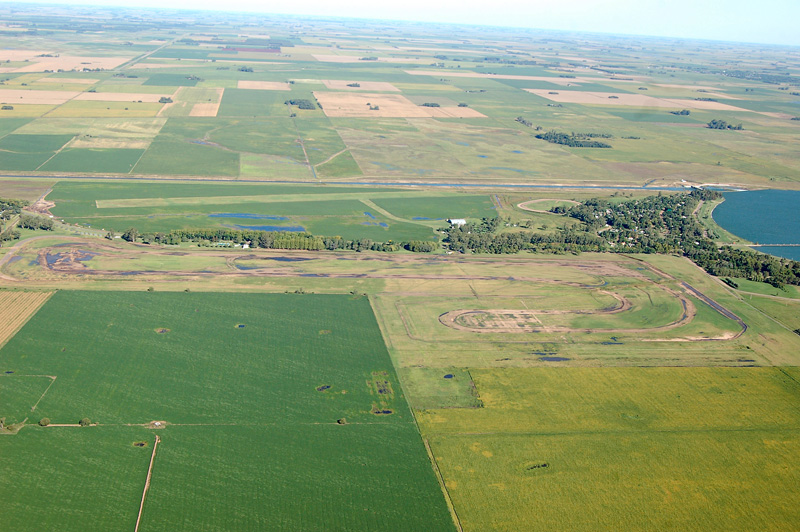
Пампа

Зона субтропічних степів (пампа) розташована на південь від саван південної півкулі. Ґрунти в пампі сіро-коричневі. Ці ґрунти мають значний гумусовий горизонт (до 40 см) і дуже родючі. Для пампи характерні пампаський олень, пампаська кішка, лами. По берегах річок багато гризунів — нутрія, віскаша, а також броненосці. Природні ландшафти в пампі майже не збереглись: зручні землі розорані і зайняті посівами пшениці, кукурудзи тощо, сухі степи розділені на величезні загони для великої рогатої худоби.

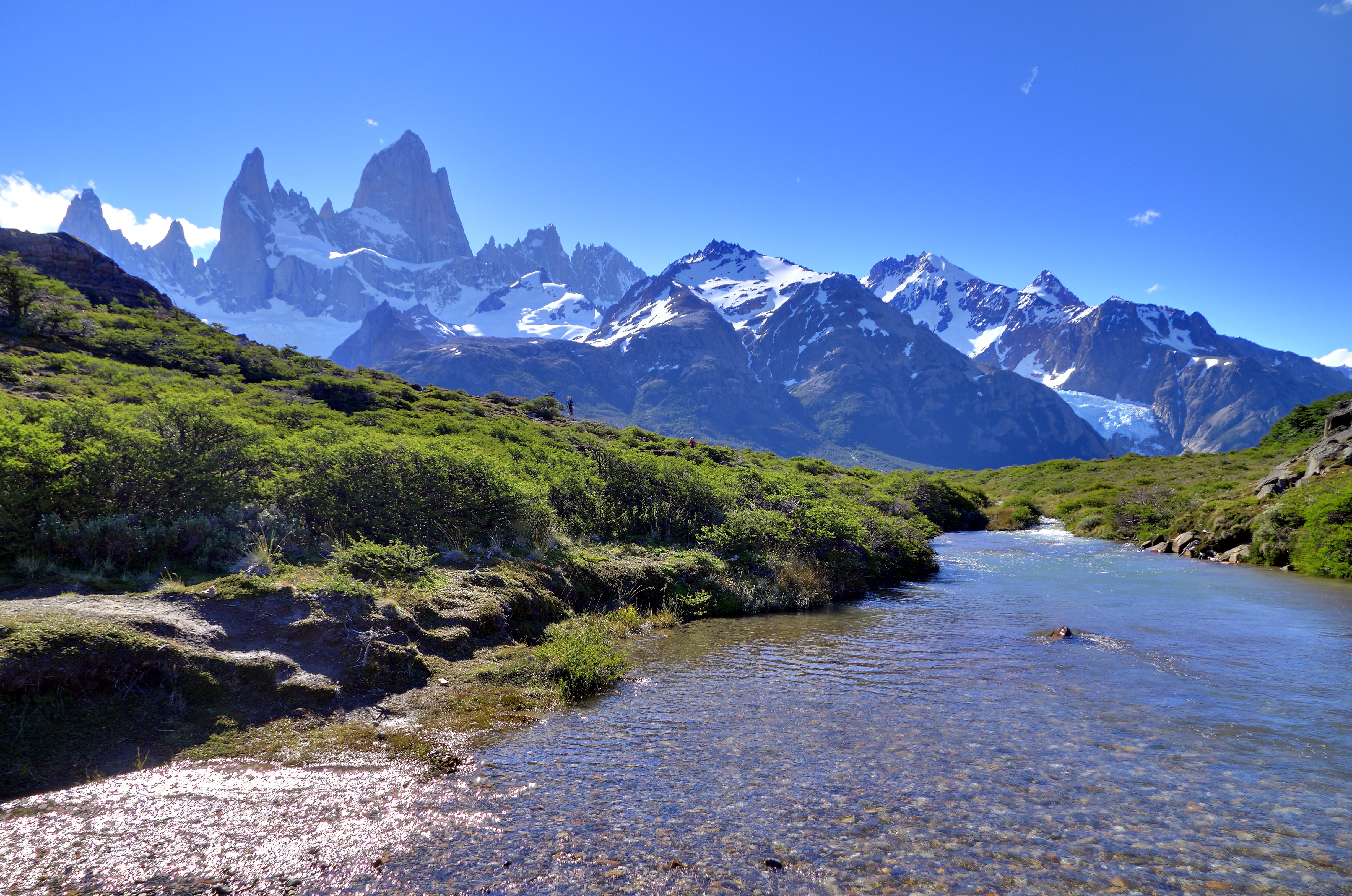
Патагонія

Зона напівпустель помірного кліматичного поясу переважає на території звуженої південної частини материка — Патагонії. Патагонія розташована в «дощовій тіні» Анд (в помірних широтах переважає західне перенесення, якому перешкоджають високі Анди). В умовах сухого континентального клімату на сірих і сіро-бурих ґрунтах формується фрагментарний рослинний покрив. Він представлений злаками й чагарниками. Ендемічними в тваринному світі Патагонії є скунс, магеланова собака (схожа на лисицю), страус Дарвіна (південний вид нанду). Трапляються пампаська кішка й броненосці, дрібні гризуни.

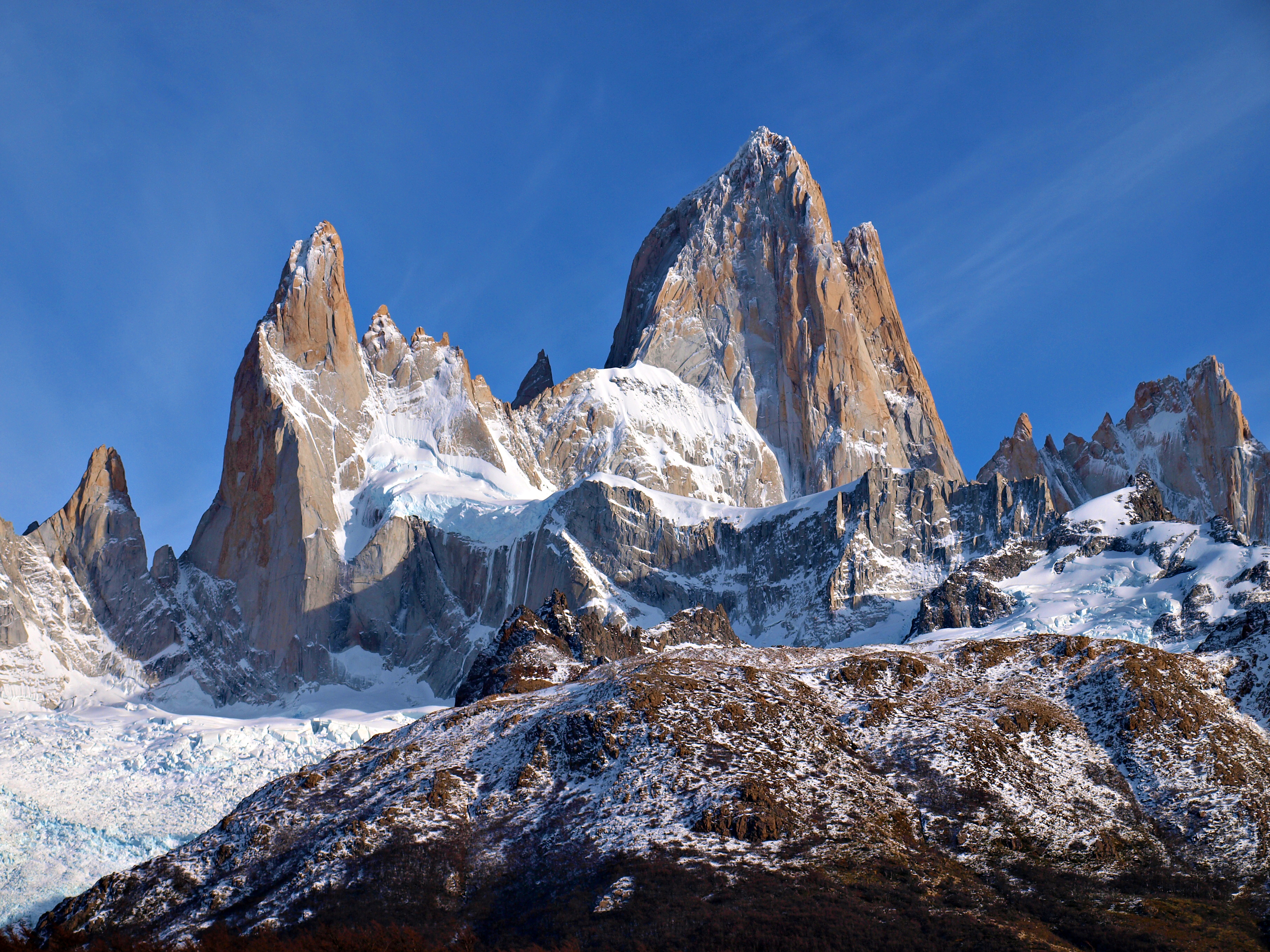
Анди

Берегові пустелі та напівпустелі простягаються вузькою смугою (від 5 до 28° пд. ш.) на західному узбережжі Південної Америки. Холодна Перуанська течія формує тут високу вологість повітря, через що береги оповиті туманами. Однак дощі можуть не випадати тут по 10 — 20 років. Повітря над Перуанською течією охолоджується і стає важким, а тому не піднімається вгору й не утворює дощових хмар.
Найсухіша частина природної зони — берегова пустеля Атакама. На її переважно піщаній поверхні зрідка трапляються поодинокі посухостійкі рослини, зокрема кактуси. Атакама піднімається схилами Анд до 3 000 м, де переходить у високогірну пустелю.
На південь від берегових пустель на західному узбережжі материка і на островах Вогняна Земля поширені ліси помірного поясу, в яких з'являються хвойні дерева: чилійські кедри, кипариси та араукарії.
Висотна поясність в Андах. Ділянки Анд, що лежать на різних широтах, відрізняються за кількістю й складом висотних поясів. Найповніший спектр висотних поясів представлений в області екватора.

Нижній пояс гір, який називають «жарка земля», простягається до висоти 1200—1500 м над рівнем моря. Його займають вологі екваторіальні ліси. Вище, до 2800 м, гірські вічнозелені ліси з деревоподібних папоротей, бамбуків, хінного дерева, кущів коки. Цей пояс називають «помірна земля». Тут температури протягом року коливаються від +15 до +20°С. На висоті від 2800 до 3800 метрів, в прохолодному кліматичному поясі, розміщений пояс низькорослих високогірних лісів — пояс криволісся. 
Ще вище, до 4500 м, лежить пояс високогірних лугів — парамос. Хоча середньомісячні температури в цьому поясі додатні (+4…+8°С), але часто трапляються нічні заморозки. Рослинність парамосу своєрідна: високі складноцвіті рослини, кущові злаки, ділянки мохових боліт. Вище 4500 м розміщується пояс багаторічних снігів і льодовиків.

### Корисні копалини
Докладніше: Корисні копалини Південної Америки
Велику роль в економіці більшості країн Південної Америки відіграє гірничодобувна промисловість. Її частка у ВВП наприкінці XX ст. коливалася від 1 % (Бразилія), 1,5 % (Колумбія), 2,5 % (Аргентина) до 8 % (Болівія), 9—10 % (Суринам, Гаяна, Чилі, Перу, Еквадор) і 16 % (Венесуела). Частка гірничодобувної промисловості в загальному промисловому виробництві вища: від 4,5 % для Аргентини до 25—30 % для Болівії і Венесуели; в Перу і Чилі гірничодобувна промисловість — основна галузь промислового виробництва. При цьому Венесуела, Колумбія, Аргентина та Еквадор видобувають головним чином енергетичну сировину, а Болівія, Гаяна, Суринам, Перу, Чилі, Бразилія — сировину для металургії. Значну частину видобутої сировини переробляють на місці, водночас багато залізної руди і бокситів експортують в непереробленому вигляді. Частка внутрішнього споживання металів відносно невелика. Енергетична сировина, передусім нафта, забезпечує 80—90 % загальної вартості експорту сировини і палива, понад 90 % експорту гірничо-металургійної продукції забезпечують мідь, залізо, боксити, олово, свинець, цинк, срібло, вольфрам, молібден, стибій.

## Історія
Норте Чико
Найдавнішу відому цивілізацію Північної і Південної Америки було створено у Норте Чико — області сучасного Перу. Комплексне суспільство виникло у групі прибережних долин між 3000 і 1800 до нашої ери.
Чавін
Чавін створила торговельну мережу та розвинене сільське господарство (за деякими оцінками і археологічними знахідками) ще за 900 років до нашої ери. Артефакти було виявлено на місцеперебуванні давніх людей під назвою Чавін у сучасному Перу на висоті 3177 метрів. Цивілізація Чавін проіснувала від 900 р. до 300 р. до нашої ери.
Інки

Мачу-Пікчу — доколумбове місто інків, розташоване в Андах.

Маючи власну столицю у великому місті Куско, цивілізація інків домінувала в Андах від 1438 до 1533 року. Міста інків було побудовано з точною і неперевершеною кладкою на багатьох рівнях гірської місцевості. Терасове сільське господарство було корисною та продуктивною формою. Існує доказ наявності чудових металевих конструкцій і навіть зразок успішно проведеної трепанації черепа людини у цивілізації інків.
Європейська колонізація
У 1492 році Іспанія виступила спонсором експедиції на чолі з Христофором Колумбом, яке швидко призвело до відкриття і європейської колонізації Америки. Європейці принесли до Старого Світу хвороби, які, як вважають, стали причиною катастрофічних епідемій і величезного скорочення корінного населення. Колумб прибув в Америку у той час, коли в Європі з'явилося багато розробок в області техніки, вітрильництва та зв'язку, які зробили можливими далекі морські подорожі і швидке поширення відомостей про нововідкриті землі по усій Західній Європі. Це був також час зростання релігійного, імперського та економічного суперництва, що призвело до конкуренції у створенні колоній.
Історія Південної Америки випливає з вивчення минулого, зокрема письмових записів, усних історій та традицій, що передаються від покоління до покоління на континенті Південної Америки. Південна Америка має історію, яка являє собою широкий спектр людських, культурних і цивілізаційних форм. Незважаючи на те, що тисячі років незалежного розвитку було перервано португальською та іспанською колонізацією кінця 15-го століття і демографічним колапсом, який слідував після цього, метиси континенту і культури корінних народів залишаються вельми відмінними від культур своїх колонізаторів. Через трансатлантичну работоргівлю Південна Америка (особливо Бразилія) стала домівкою мільйонів людей з африканської діаспори. Змішання рас призвело до появи нових соціальних структур. З початку революційної боротьби за незалежність від іспанської корони протягом 19-го століття у Південній Америці пройшло ще більше соціальних і політичних змін, серед яких: національні проєкти будівництва, європейські імміграційні хвилі, розширення торгівлі, колонізація глибинки і війни за володіння територіями та напруга стосовно реалізації індіанських прав і обов'язків, ліберально-консервативних конфліктів між класом, що керує та поневоленими індіанцями, які мешкали у межах держав, що проіснували до початку 1900-х років

## Країни

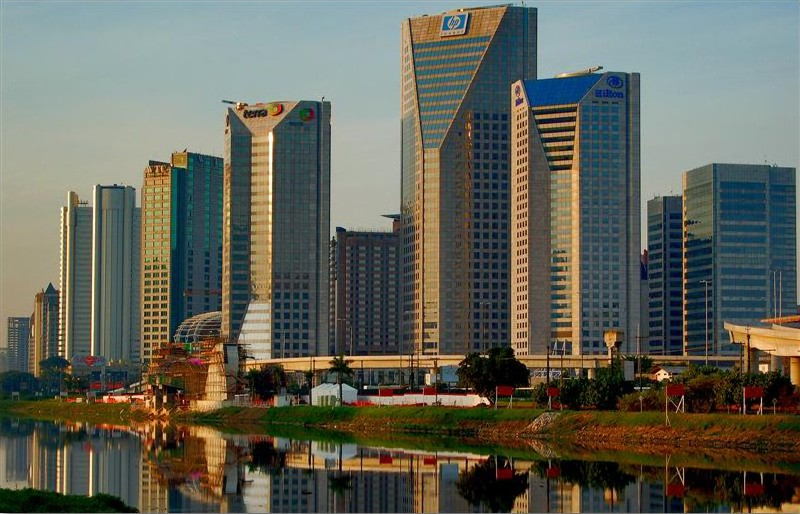
Сан-Паулу, найбільший промисловий і важливий культурний центр Бразилії і всієї Південної Америки.

На території Південної Америки розташовані 12 незалежних держав та 3 залежні території. 10 з 12 південноамериканських країн мають вихід до вод світового океану, ще 2 країни лежать в середині материка.
Найбільшою та найменшою за площею та населенням державою регіону є відповідно Бразилія і Суринам.
За формою державного устрою більшість країн (7) є унітарними державами, 3 країни є федеративними. За формою правління майже усі південноамериканські держави є президентськими республіками; єдиною республікою змішаного типу є Гаяна.

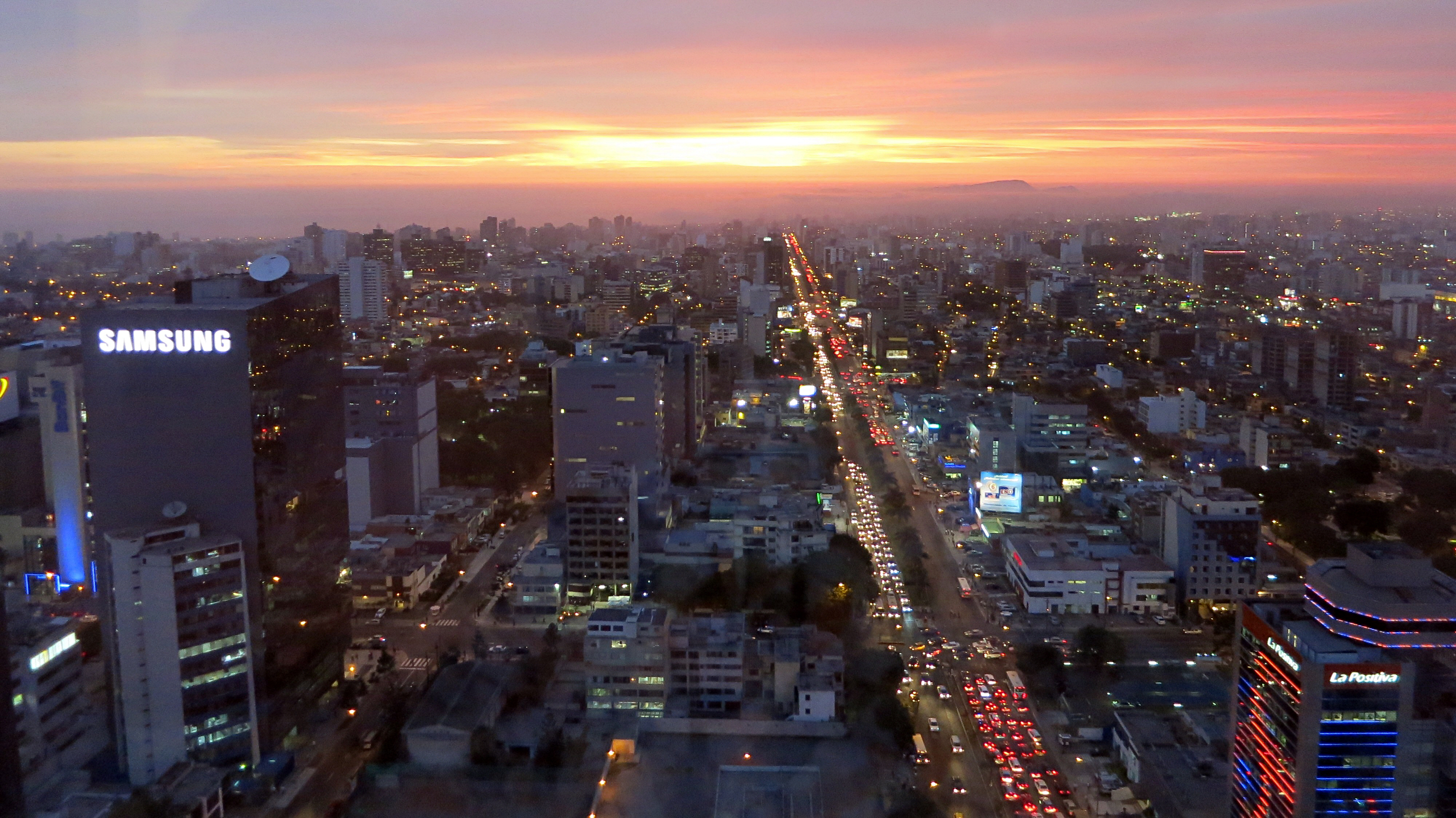
Ліма

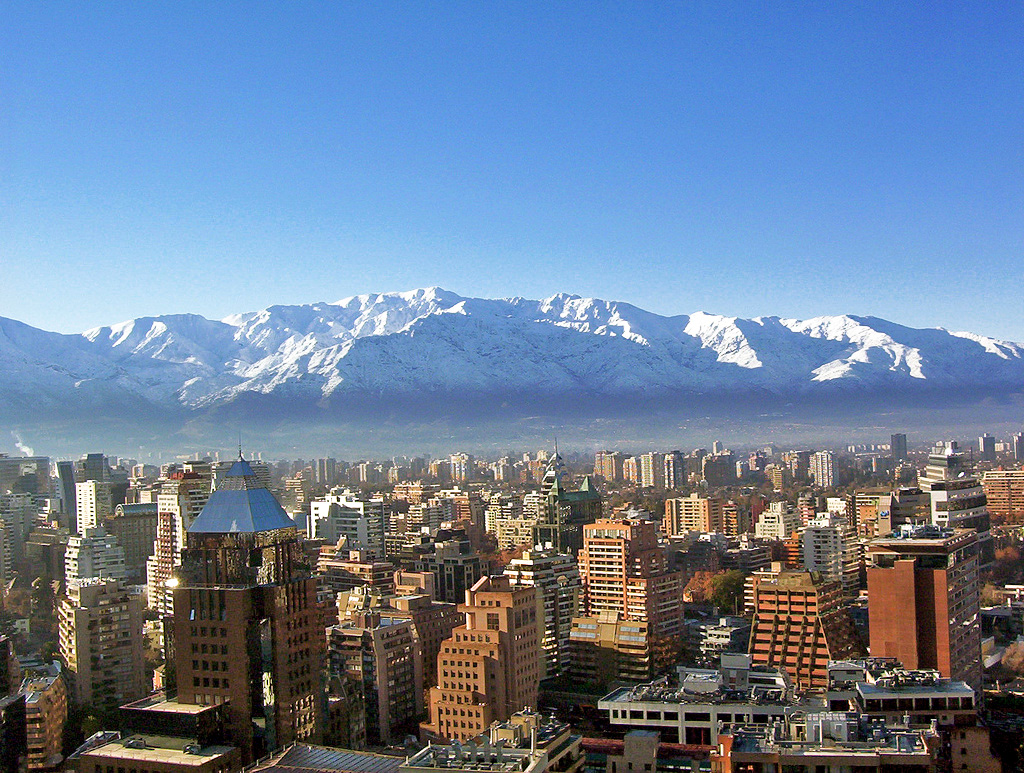
Сантьяго

| Країни та території                              | Площа (км²) | населення на 10 січня 2014 | Щільність населення (на км²) |
| ------------------------------------------------ | ----------- | -------------------------- | ---------------------------- |
| Аргентина                                        | 2 766 890   | 40 677 348                 | 14,3                         |
| Болівія                                          | 1 098 580   | 8 857 870                  | 8,1                          |
| Бразилія                                         | 8 514 877   | 191 908 598                | 22,0                         |
| Венесуела                                        | 912 050     | 26 414 815                 | 27,8                         |
| Гаяна                                            | 214 970     | 770 794                    | 3,6                          |
| Колумбія                                         | 1 138 910   | 45 013 674                 | 37,7                         |
| Парагвай                                         | 406 750     | 6 347 884                  | 15,6                         |
| Перу                                             | 1 285 220   | 27 925 628                 | 21,7                         |
| Суринам                                          | 163 270     | 438 144                    | 2,7                          |
| Уругвай                                          | 176 220     | 3 477 778                  | 19,4                         |
| Фолклендські Острови                             | 12 173      | 2 967                      | 0,24                         |
| Французька Гвіана (Франція)                      | 91 000      | 209 000                    | 2,1                          |
| Чилі                                             | 756 950     | 16 454 143                 | 21,1                         |
| Еквадор                                          | 283 560     | 13 927 650                 | 47,1                         |
| Південна Джорджія та Південні Сандвічеві Острови | 3 093       | 20                         | 0                            |
| Всього                                           | 17 824 513  | 382 426 293                | 21,5                         |

## Населення

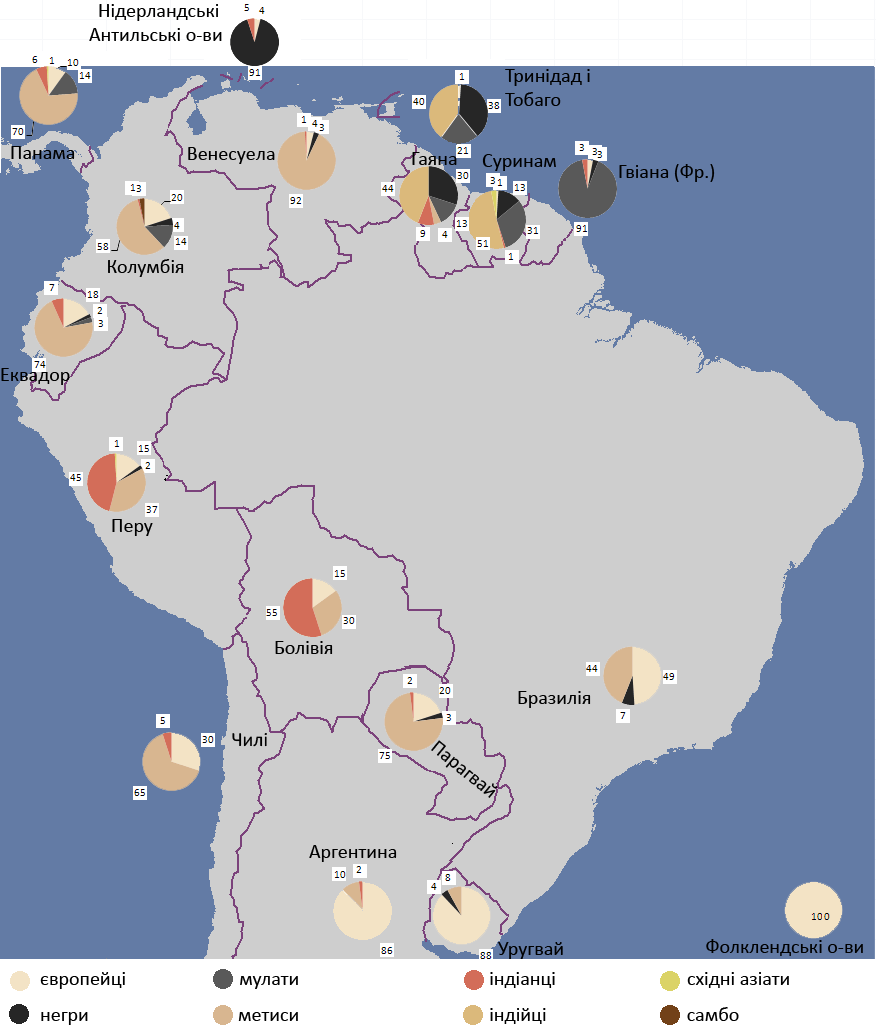
Расовий склад населення.

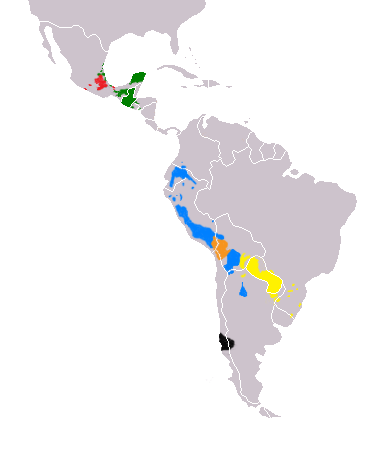
Поширення індіанських мов в Латинській Америці:
кечуа
гуарані
аймара
мапуче (арауканська)
мая
науатль

Значна кількість жителів Південної Америки живе на західному і східному узбережжях континенту. Великі площі вологих тропічних лісів Амазонії, савани Гран-Чако, пустельна Патагонія і прохолодна Вогняна Земля заселені слабко.
На етнічному рівні населення Південної Америки можна розділити на три типи: індіанці, білі і темношкірі. В таких країнах, як Колумбія, Еквадор, Парагвай та Венесуела в демографічному плані переважають метиси (нащадки міжрасових шлюбів іспанців і тубільного населення). Лише в двох країнах (Перу і Болівії) індіанці утворюють більшість. У Бразилії, Колумбії і Венесуелі проживає значна кількість населення африканського походження. В таких державах, як Аргентина, Уругвай, Чилі і Бразилія більшість населення має європейське походження, з них у перших двох більшість населення — нащадки вихідців з Іспанії та Італії. На півдні і південному сході Бразилії проживають нащадки португальців, німців, італійців та іспанців.
Чилі прийняла хвилю еміграції з Іспанії, Німеччини, Англії, Франції, Італії, Австрії, Швейцарії, Скандинавії, Греції та Хорватії протягом 18 і на початку 20 століть. У цій країні проживає, за різними даними, від 1 600 000 (10 % населення) до 4 500 000 (27 %) вихідців з Басконії. 1848 був роком масової імміграції німців (також австрійців і швейцарців) і, частково, французів, головним чином, в південні райони країни, досі абсолютно незаселені, але багаті природою і корисними копалинами. Ця імміграція німців, продовжилася після першої та другої світових воєн таким чином, що сьогодні близько 500 000 чилійців мають німецьке походження. Крім того, близько 5 % населення Чилі — нащадки вихідців імігрантів-християн з Середнього Сходу (палестинці, сирійці, ліванці, вірмени). Також близько 3 % населення Чилі — генетичні хорвати. Нащадки греків становлять близько 100 000 осіб, більшість з них живе в містах Сантьяго і Антофагаста. Близько 5 % населення — французького походження. Від 600 000 до 800 000 — італійського. До Бразилії німці іммігрували, головним чином, протягом XIX і XX століть у зв'язку з політико-соціальними подіями на батьківщині. Сьогодні близько 10 % бразильців (18 млн) мають німецьке походження. Крім того, Бразилія — країна Латинської Америки, де проживає найбільша кількість етнічних українців (1 млн). Етнічні меншини в Південній Америці також представлені арабами і японцями в Бразилії, китайцями в Перу та індійцями в Гаяні.

### Мови
Найпоширенішими мовами Південної Америки є португальська та іспанська. Португальською мовою говорить Бразилія, населення якої становить близько 50 % населення цього континенту. Іспанська мова є офіційною мовою більшості країн цього континенту, за винятком вищезгаданої Бразилії та Гвіани, найбільшою розмовною мовою на континенті. Також в Південній Америці розмовляють і на інших мовах: в Суринамі говорять по-голландськи, в Гаяні — по-англійськи, а у Французькій Гвіані — відповідно по-французьки. Нерідко можна почути і тубільні мови індіанців: кечуа (Еквадор, Болівія і Перу), гуарані (Парагвай і Болівія), аймара (Болівія і Перу) і арауканська мова (південь Чилі та Аргентини). Усі вони (крім останньої) мають офіційний статус у країнах свого мовного ареалу. Оскільки значну частку населення Південної Америки складають вихідці з Європи, багато з них досі зберігають свою мову, найпоширенішими з них є італійська та німецька мови в таких країнах як Аргентина, Бразилія, Уругвай, Венесуела і Чилі.
|  | Мова          | Кількість мовців | Країни                                                                  | Площа поширення |
|  | ------------- | ---------------- | ----------------------------------------------------------------------- | --------------- |
|  | Іспанська     | 210 756 642      | Аргентина Болівія Чилі Колумбія Еквадор Парагвай Перу Уругвай Венесуела | 8 845 020 км²   |
|  | Португальська | 201 032 714      | Бразилія                                                                | 8 515 767 км²   |
|  | Англійська    | 800 000          | Гаяна Фолклендські острови Тринідад і Тобаго                            | 232 271 км²     |
|  | Голландська   | 510 000          | Суринам Аруба Кюрасао Бонайре                                           | 164 443 км²     |
|  | Французька    | 230 000          | Французька Гвіана                                                       | 83 534 км²      |

### Важливі міста
| Район                     | Населення  | Площа (км²) | Держава   |
| Великий Сан-Паулу         | 21 090 792 | 7 947       | Бразилія  |
| Великий Буенос-Айрес      | 13 693 657 | 3830        | Аргентина |
| Ріо-де-Жанейро            | 13 131 431 | 6744        | Бразилія  |
| Ліма                      | 9 904 727  | 2819        | Перу      |
| Богота                    | 9 800 225  | 4200        | Колумбія  |
| Столичний регіон Сантьяго | 6 683 852  | 15403       | Чилі      |
| Белу-Оризонті             | 5 829 923  | 9767        | Бразилія  |
| Каракас                   | 5 322 310  | 4715        | Венесуела |
| Порто-Алегре              | 4 258 926  | 10232       | Бразилія  |
| Бразиліа                  | 4 201 737  | 56433       | Бразилія  |

## Економіка
Основою економіки країн Південної Америки залишається експорт товарів та природні ресурси. Бразилія (сьома за величиною економіки у світі й друга за величиною в Америці) лідирує в загальному обсязі експорту $ 137.8 млрд дол. США, потім йдуть Чилі $ 58.12 млрд та Аргентина з $ 46.46 млрд дол. США.
Економічний розрив між багатими й бідними в більшості південноамериканських країн вважається більшим, ніж на більшості інших континентів. У Венесуелі, Парагваї, Болівії та багатьох інших країнах Південної Америки, найбагатші 20 % володіють понад 60 % багатства країни, в той час як найбідніші 20 % володіють менш ніж 5 %. Такий широкий розрив можна побачити в багатьох великих південноамериканських містах, де тимчасові халупи й нетрі стоять поруч з хмарочосами і апартаментами класу люкс.
| Країни                      | ВВП (номінальний) за 2009 | ВВП в 2009 | ВВП на душу населення в 2009 | ІРЛП в 2007 | ІРЛП в 2007 |
| --------------------------- | ------------------------- | ---------- | ---------------------------- | ----------- | ----------- |
| Аргентина                   | 326 474                   | 572 860    | 14 413                       | ▲           | 0,866       |
| Болівія                     | 17 413                    | 43 424     | 4330                         | ▲           | 0,729       |
| Бразилія                    | 1 572 590                 | 1 981 642  | 10 325                       | ▲           | 0,813       |
| Венесуела                   | 319 443                   | 335 200    | 12 785                       | ▲           | 0,844       |
| Гаяна                       | 1130                      | 3082       | 4035                         | ▲           | 0,729       |
| Еквадор                     | 52 572                    | 106 993    | 7685                         | ▲           | 0,806       |
| Колумбія                    | 269 654                   | 400 300    | 8215                         | ▲           | 0,807       |
| Парагвай                    | 16 006                    | 29 403     | 4778                         | ▲           | 0,761       |
| Перу                        | 127 598                   | 245 883    | 8580                         | ▲           | 0,806       |
| Суринам                     | 2984                      | 4436       | 8323                         | ▲           | 0,769       |
| Уругвай                     | 32 262                    | 42 543     | 13 294                       | ▲           | 0,865       |
| Фолклендські Острови        | ?                         | 75         | 25 000                       |             | N/A         |
| Французька Гвіана (Франція) | 3524                      | N/A        | 2300 (номінально, 2007)      |             | N/A         |
| Чилі                        | 169 573                   | 243 044    | 14 510                       | ▲           | 0,878       |

## Туризм

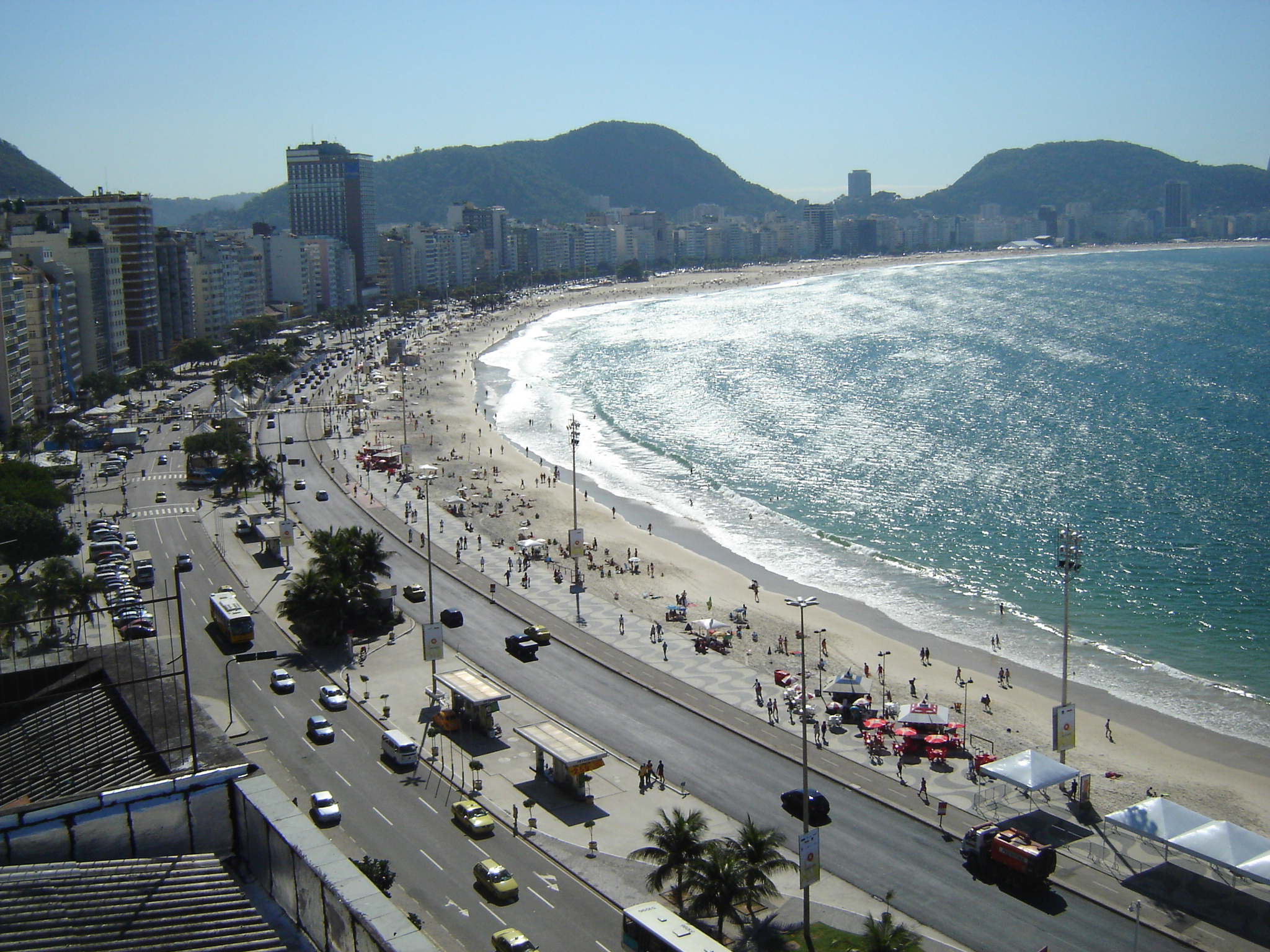
Вид на Пляж Копакабана, в бразильському місті Ріо-де-Жанейро, одному з найбільших туристичних центрів у світі.

Туризм стає дедалі важливішим джерелом доходу для багатьох країн Південної Америки. Історичні пам'ятники, архітектурні та природні цікавинки, різноманітний асортимент продуктів харчування, строкатість культур, мальовничі міста й приголомшливі ландшафти щороку приваблюють в Південну Америку мільйони туристів. Деякі з найвідвідуваніших місць в регіоні: Іґуасу, Ресіфі, Олінда, Мачу-Пікчу, Сан-Карлос-де-Барілоче, Амазонський дощовий ліс, Ріо-де-Жанейро, Сан-Луїс, Салвадор, Форталеза, Масейо, Буенос-Айрес, Флоріанополіс, Сан-Іґнасіо-Міні, Маргарита, Натал, Ліма, Сан-Паулу, Анхель, Бразиліа, геогліфи Наски, Куско, Белу-Оризонті, Тітікака, Салар-де-Уюні, місії Чікітосу, Лос-Рокес, Гран-Сабана, Патагонія, Санта-Марта, Богота, Медельїн, Картахена, Періто-Морено та Галапагоські острови.
Тут також пройшли Літні Олімпійські ігри 2016.

## Культура

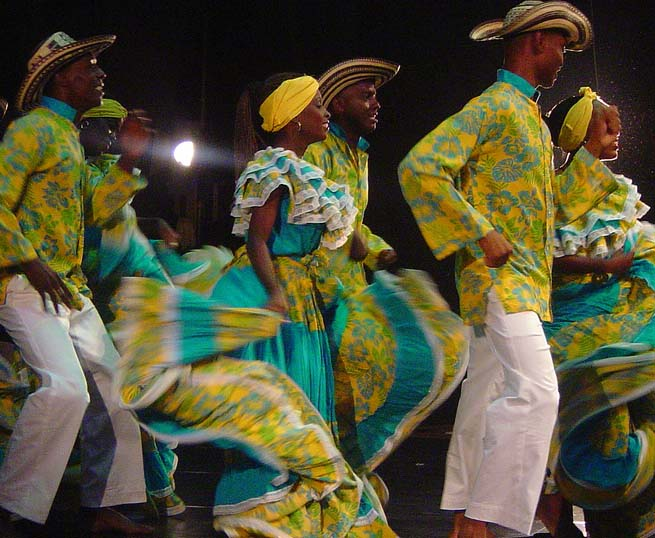
Фієста в Паленке. Афро-колумбійські традиції від Сан-Базіліо-де-Паленке, шедевра усної та нематеріальної спадщини людства з 2005 року.

На культуру південноамериканців вплинули історичні зв'язки з Європою, особливо з Іспанією та Португалією, а також — масова культура зі Сполучених Штатів Америки.
Південноамериканські країни мають багаті традиції музики. Найвідоміші жанри: кумбія з Колумбії, самба, боса-нова з Бразилії, танго з Аргентини та Уругваю. Також добре відомим є некомерційний народний жанр Нуева Кансьон — музичний напрямок, що виник в Аргентині й Чилі та швидко поширився на решту країн Латинської Америки. Жителі перуанського узбережжя створили самобутні дуети й тріо на гітарі й кахоні в змішаному стилі латиноамериканських ритмів, таких, як Марінера (Marinera) в м. Ліма, Тондеро (Tondero) в м. Піура, в XIX столітті популярний Креольський вальс або Перуанський вальс, душевний «Arequipan Yaravi» та парагвайський Гуаранія (Guarania), що виник на початку XX століття. Наприкінці XX століття під впливом британського і американського попроку з'явився іспанський рок. Натомість для Бразилії був характерний португальський попрок.
Література Південної Америки стала популярною у всьому світі, особливо під час так званого Латиноамериканського Буму в 1960-х й 1970-х роках, пов'язаного з виникненням течії магічного реалізму та після появи таких авторів, як Маріо Варгас Льоса, Габріель Гарсіа Маркес, Хуліо Кортасар, Хорхе Луїс Борхес.
Завдяки широким етнічним зв'язкам південноамериканська кухня чимало запозичила в африканських, азійських та європейських народів, водночас зберігаючи традиції американських індіанців. Наприклад, кухня в Баїя, Бразилії, добре відома своїми західноафриканськими коренями. Аргентинці, чилійці, уругвайці, бразильці й венесуельці регулярно вживають вина, в той же час Аргентина поряд з Парагваєм, Уругваєм, а також мешканці південної частини Чилі й Бразилії надають перевагу мате або парагвайській версії цього напою — терере, який відрізняється від інших тим, що подається холодним. Піско — дистильований лікер з винограду, виробляється в Перу й Чилі, однак, є постійні суперечки між цими країнами щодо його походження. Перуанська кухня поєднує в собі елементи китайської, японської, іспанської, африканської та кухні народів Анд.

### Спорт
|                                                                                         |  |
| Дієго Марадона (Аргентина), Пеле (Бразилія) — футболісти століття, за визначенням ФІФА. |  |

Спорт відіграє важливу роль в популярній культурі Південної Америки. Найпопулярніший вид спорту — футбол, на професійному рівні представлений Конфедерацією Південноамериканського футболу (КОНМЕБОЛ), яка входить до складу ФІФА й організовує турніри, головними з яких є Кубок Америки (турнір збірних) та Кубок Лібертадорес (змагання між клубами). Перший чемпіонат світу з футболу 1930 року пройшов в Уругваї. За всю історію змагань країни Південної Америки перемагали 9 разів з 19 (Бразилія 5 разів, Аргентина та Уругвай по 2 рази).
Іншими популярними видами спорту є баскетбол, плавання та волейбол. У деяких країнах існують національні види спорту, такі як пато в Аргентині, техо в Колумбії та родео в Чилі.
Популярними є також регбі, поло та хокей (насамперед в Аргентині), автоспорт у Бразилії та велосипедний спорт в Колумбії. Аргентина, Чилі й Бразилія ставали чемпіонами турнірів Великого шолома з тенісу.